# Alaestès fi
L'alaestès fi (Lestes sponsa) és un odonat de la família Lestidae. Tant el mascle com la femella tenen un color verd metàl·lic i quan descansen les seves ales estan obertes fins a la meitat.

## Comportament
És un dels lèstids més grans. Aquesta espècie és més comuna al juliol i l'agost. Es troba en basses i llacs, i és molt rarament vist en aigües que corren. Li agrada posar-se entre els joncs on el seu color li proporciona bon camuflatge. No són tan forts volant en comparació amb altres zigòpters comuns com Enallagma cyathigerum o Pyrrhosoma nymphula, però són més propensos a ser vistos en la boira i els dies de pluja que aquestes altres espècies.
Quan són destorbats normalment no volen molt lluny i es paren en una altra perxa propera. El seu costum de parar-se amb les seves ales mig obert és característic de la família Lestidae. Una població pot consistir en diversos centenars d'aquests insectes.
S'aparella en la forma habitual dels zigòpters. La còpula dura entre 30 i 60 minuts i després es mantenen en tàndem per fer la posta. La femella normalment pon ous en la vegetació submergida on pot quedar submergida durant 30 minuts. La femella perfora el teixit de les plantes aquàtiques i insereix els seus ous. Ocasionalment les femelles també ponen els ous en la vegetació que queda per sobre de la superfície de l'aigua en llocs que esdevindran submergits quan augmenti de nivell de l'aigua.
Els ous comencen a desenvolupar-se i continuaran desenvolupant-se durant les pròximes setmanes. Llavors, a causa dels canvis en les condicions ambientals el desenvolupament dels ous s'alenteix. En aquest estat de desenvolupament lent, anomenat diapausa els ous passen l'hivern. 
A la primavera de l'ou naixerà la larva. Les larves són actives i empaiten preses fent un creixement ràpid en poques setmanes.
Els adults emergeixen al juliol. Els adults no són sexualment madurs quan emergeixen i necessiten una setmana o més, depenent de les condicions, abans que puguin reproduir-se.

## Descripció
Totes les espècies del gènere Lestes són molt similars i és difícils de separar-les en el camp. Les formes dels apèndixs anals són característics. En Lestes sponsa l'apèndix anal és negre amb els apèndixs superiors (que són els que estan a l'exterior), amb dues dents internes. L'apèndix inferior és allargat i cilíndric.
Lestes sponsa és un membre típic del gènere amb un cos metàl·lic verd i les ales separades lluny del cos. L'abdomen fa 26-33 mm de llargada i les ales fan 19-23 mm. Els mascles adults tenen un color blau clar en el protòrax i en els segments d'1-2 i 9-10 de l'abdomen. Els mascles adults tenen ulls blaus. Les femelles no tenen aquest color blau. Els mascles immadurs també tenen aquesta coloració blava i tenen els ulls marrons verdosos. El pterostigma dels mascles immadurs és gairebé blanc.

## Hàbitat i distribució
Els hàbitats preferits d'aquesta espècie són piscines i basses. És una espècie d'aigües quietes o que flueixen molt lentament. La seva distribució es troba en una franja que travessa Àsia i Europa central, des d'Espanya a l'oceà Pacífic. No es troba en el nord d'Europa i Àsia ni al sud, sent absent del sud d'Espanya, Grècia i sud d'Itàlia. 

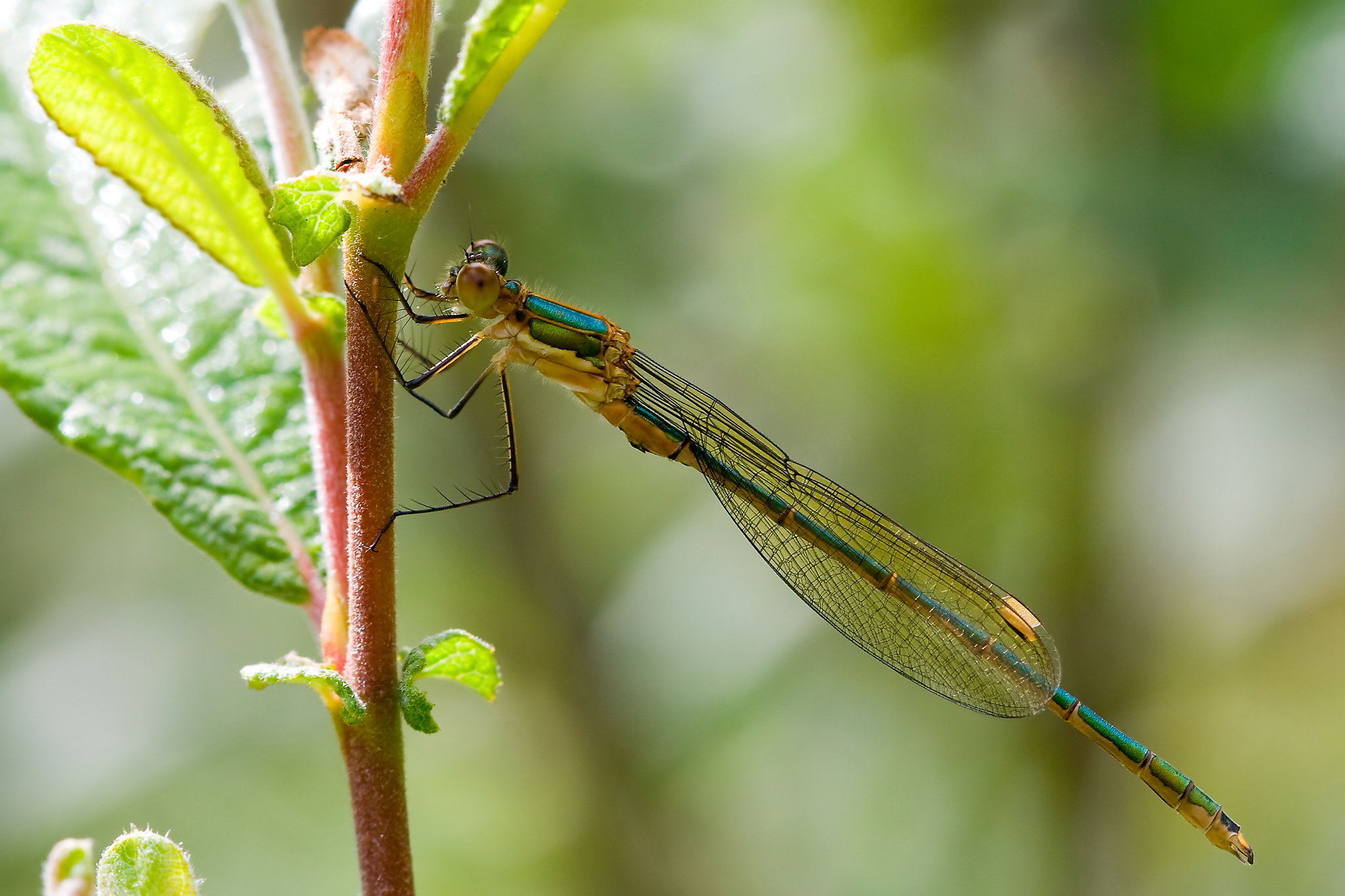
Lestes sponsa mascle immadur amb blanc pterostigma i ulls marrons verds.

## Galeria

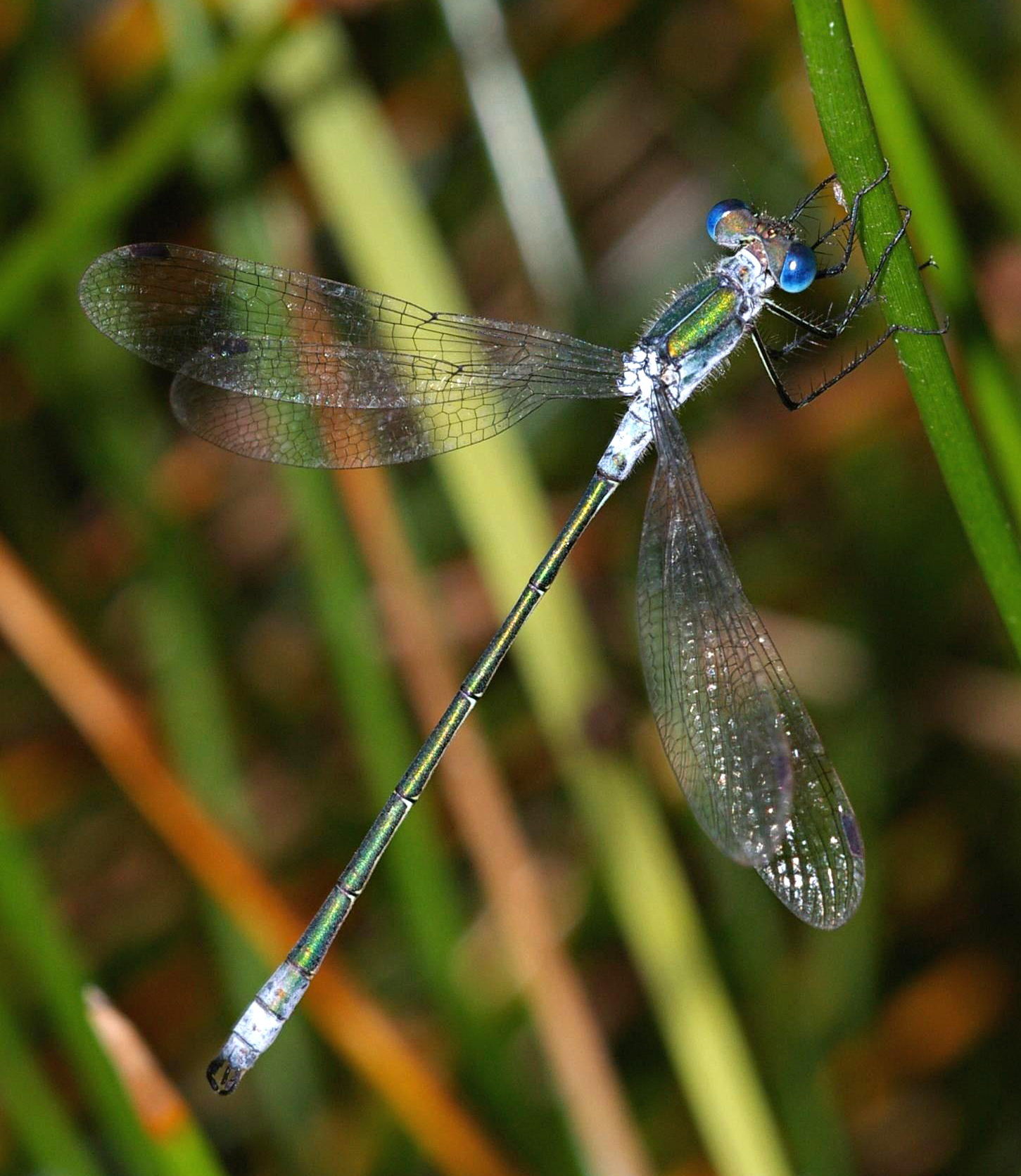
Lestes sponsa mascle amb segments blaus 1–2 i 9–10 i ulls blaus
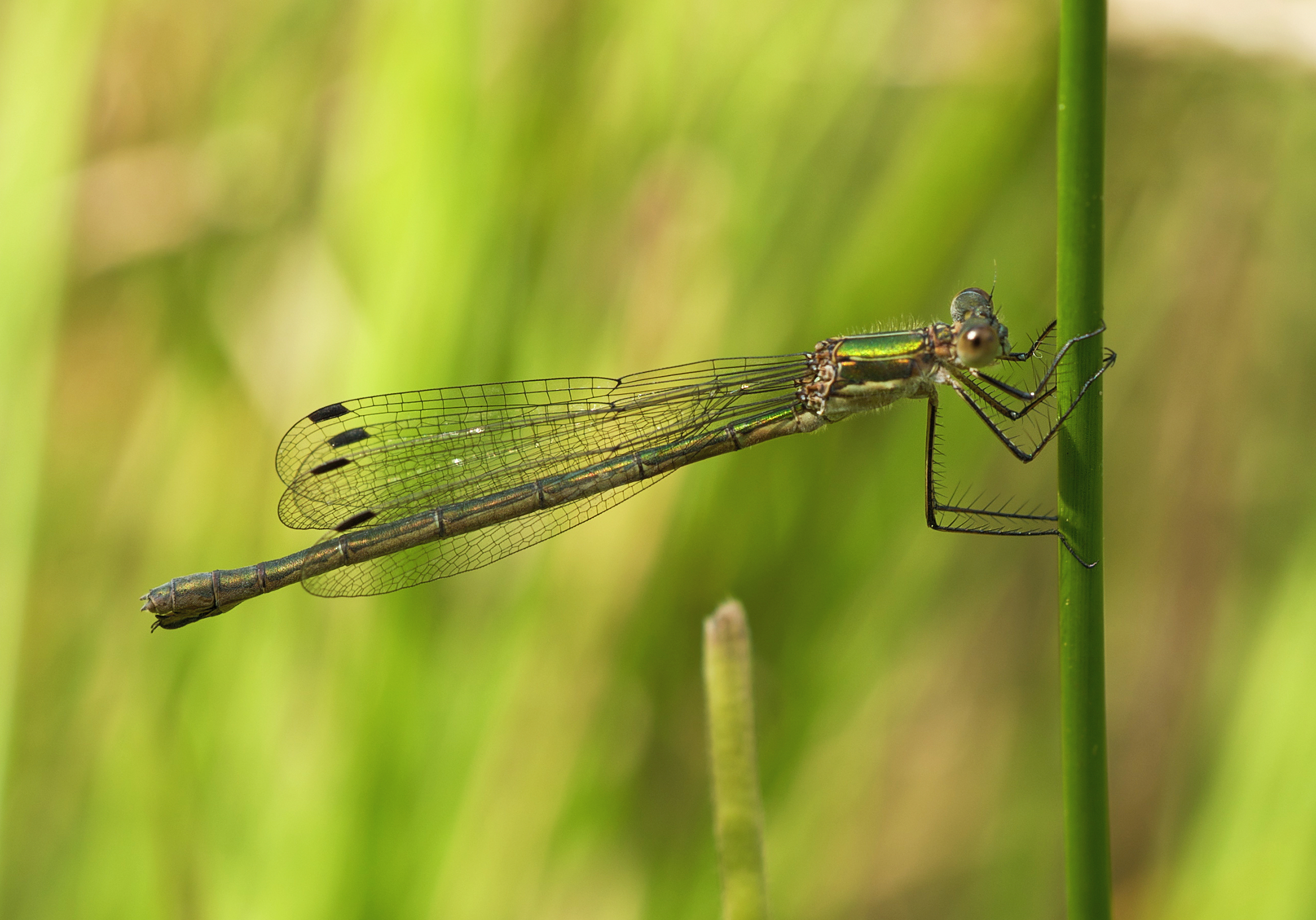
Lestes sponsa femella
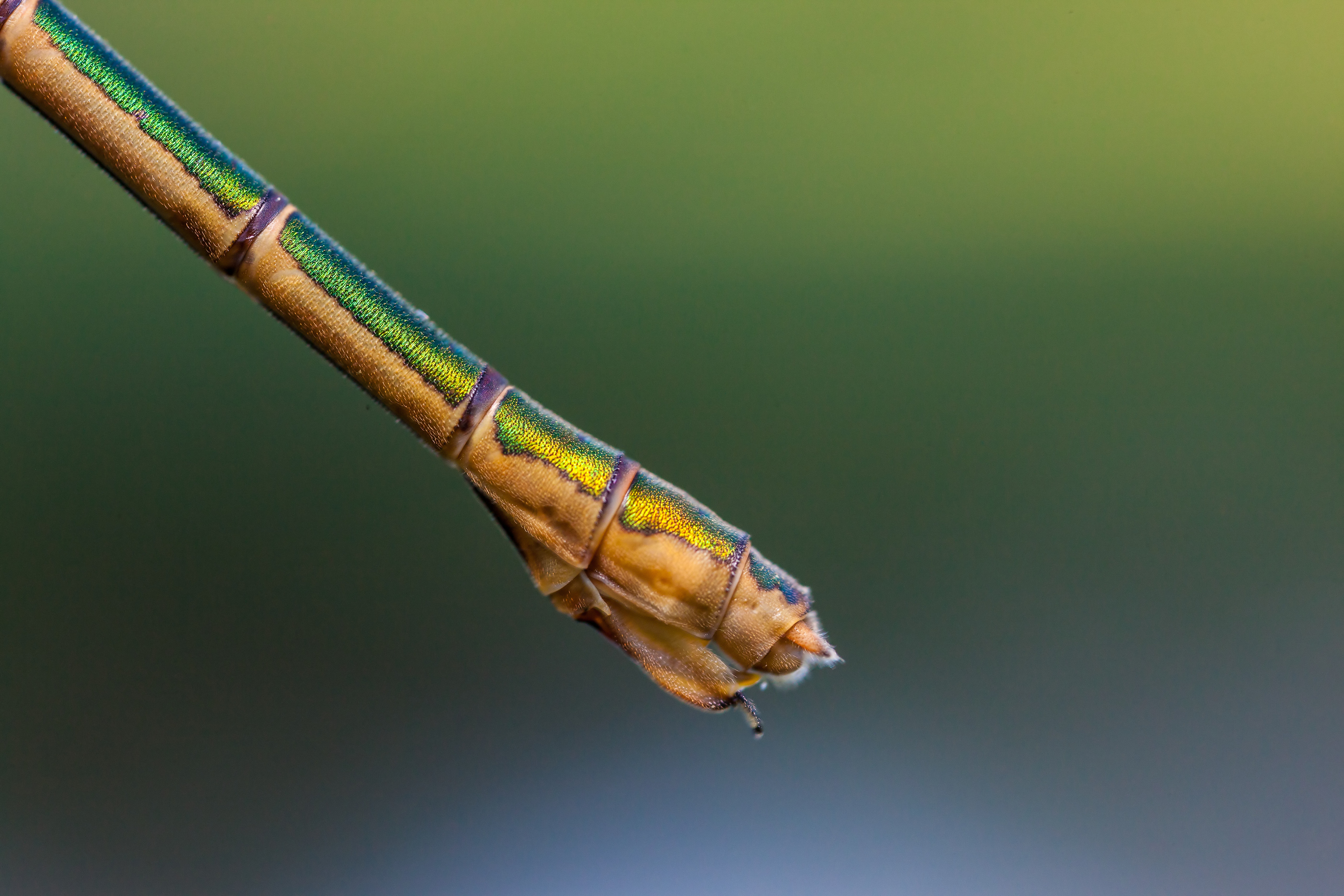
Lestes sponsa femella
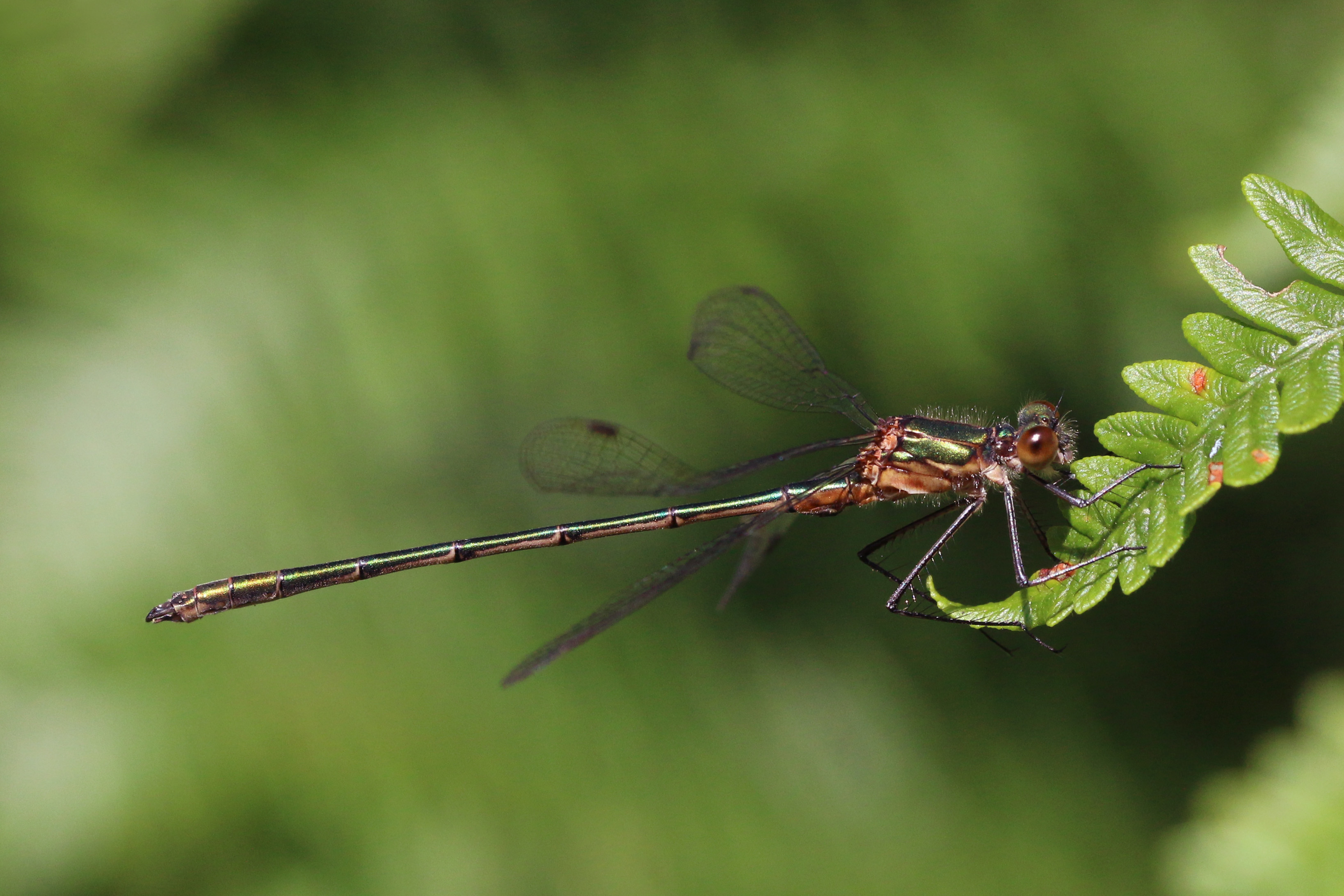
Lestes sponsa mascle immadur
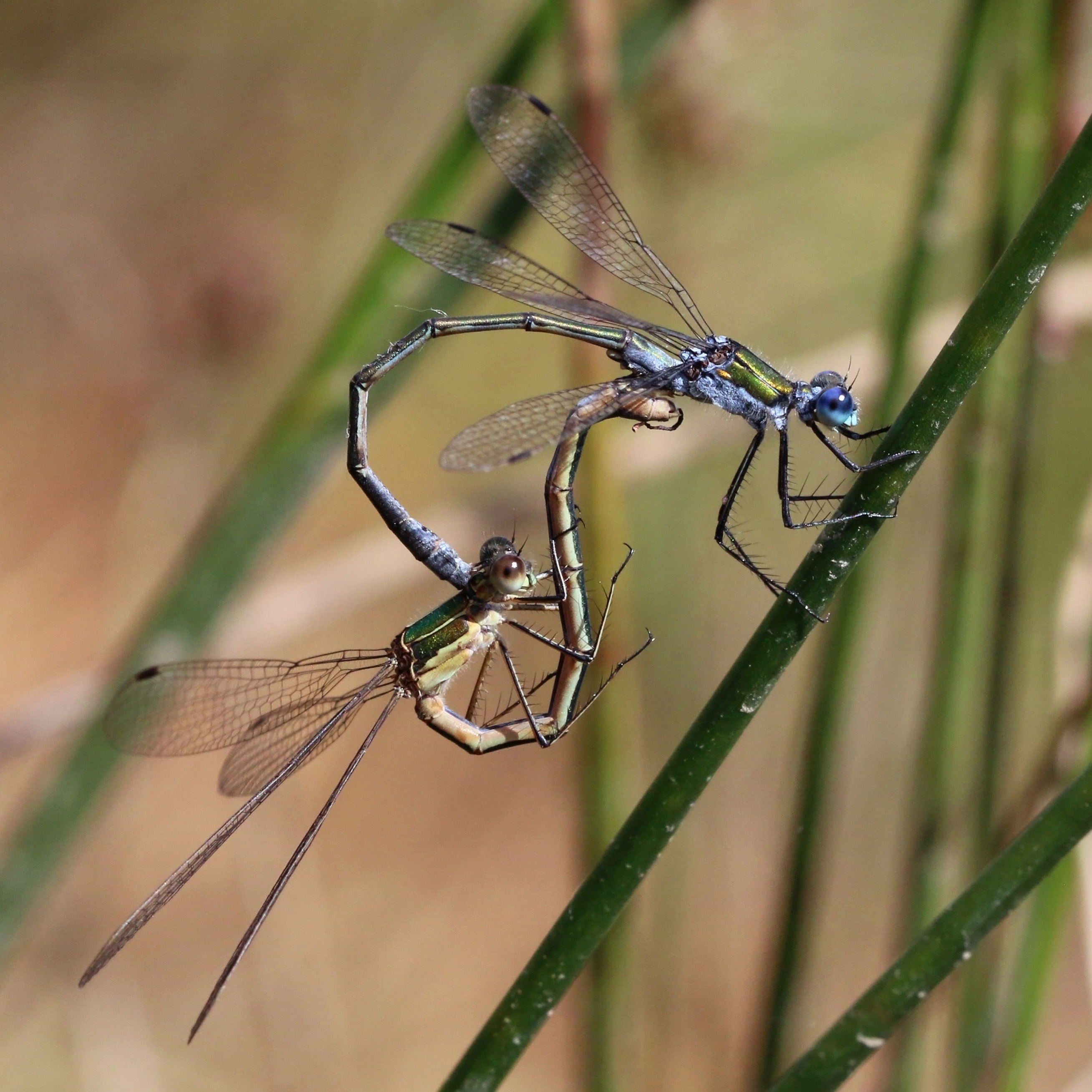
Lestes sponsa còpula